# 旧唐津銀行本店
旧唐津銀行本店（きゅうからつぎんこうほんてん）は、佐賀県唐津市にある伝統的建築物。辰野金吾記念館（たつのきんごきねんかん）とも。

## 概要
現在の佐賀銀行の前身の1つであった唐津銀行の本店として使用された建物。現在の建物は1910年（明治43年）に着工し、1912年（明治45年）に完成した。同行の頭取を務めていた大島小太郎が、唐津出身の辰野金吾に設計を依頼。辰野の監修のもと、弟子で清水満之助店（現在の清水建設）に入店していた田中実が実際の設計を手掛けた。
外壁には赤レンガ調タイルと白御影石が用いられ、他にもアーチ窓や御影石バルコニーなど「辰野様式」の外観の特徴を受け継いでいる。1階に銀行カウンターを介して吹き抜けロビーと執務室があり、2階部分には応接室、会議室などを配置。貴賓室の天井や大理石製マントルピースなど品位のある意匠が各所に施されている。
1997年（平成9年）まで佐賀銀行の建物として使用されたのち、同年に唐津市へ寄贈された。その後保存修理期間を経て2011年（平成23年）より一般公開されている。この時、外装をはじめ照明器具・カーテン・絨毯などにもこだわり、創建当時の姿に近づける努力がなされた。現在は旧唐津銀行および唐津市の歴史や文化を紹介する常設展示が行われているほか、コンサートや展示会等のイベントが不定期で実施されている。
2002年（平成14年）に唐津市指定重要文化財に、また2017年（平成29年）には佐賀県指定重要文化財の指定を受けている。

## 利用情報
- 所在地

佐賀県唐津市本町1513-15
- 入館料

なし。ただし、多目的ホールを利用する場合は1時間につき1040円。
- 開館時間

9時00分 - 18時00分
- 休館日

12月29日〜12月31日

## 交通アクセス
- JR九州唐津線唐津駅下車、徒歩8分（約660m）。
- 博多バスターミナルより昭和バス「からつ号」に乗車し、唐津大手口バスセンター下車、徒歩3分（約220m）。
- マイカーの場合、西九州自動車道唐津インターチェンジから北西（唐津市街方面）へ向かい約14分（約5.5km）。
- 駐車場あり